# Segunda Categoría de Manabí 2014
El Campeonato Provincial de Fútbol de Segunda Categoría de Manabí 2014 fue un torneo de fútbol en Ecuador en el cual compitieron equipos de la provincia de Manabí. El torneo fue organizado por Asociación de Fútbol No Amateur de Manabí (AFNAM) y avalado por la Federación Ecuatoriana de Fútbol. El torneo dio inicio el 26 de abril y finalizó el 20 de julio. Participaron 12 clubes de fútbol y entregó dos cupos al zonal de la Segunda Categoría 2014.

## Equipos participantes
| Equipos participantes                | Equipos participantes | Equipos participantes                              |
| ------------------------------------ | --------------------- | -------------------------------------------------- |
|                                      |                       |                                                    |
| Equipo                               | Ciudad                | Estadio                                            |
| Club Atlético Portoviejo             | San Vicente           | Estadio Rancho Rojo                                |
| Club Palmeiras                       | Junín                 | Estadio Jorge Buchelli                             |
| Club Social y Deportivo del Valle    | Portoviejo            | Estadio Colegio de Ingenieros Civiles (Portoviejo) |
| Club Deportivo Ciudad de Pedernales  | Pedernales            | Estadio Maximino Puertas                           |
| Club Magaly Masson                   | El Carmen             | Estadio Isauro Cevallos                            |
| Club Deportivo Universitario         | El Carmen             | Estadio Isauro Cevallos                            |
| Club Universitario Cañita Sport      | Portoviejo            | Estadio Universitario (UTM)                        |
| Colón Fútbol Club                    | Portoviejo            | Estadio 30 de Septiembre                           |
| Club Deportivo Grecia                | Chone                 | Estadio Los Chonanas                               |
| Club Deportivo Politécnico de Manabí | Calceta               | Estadio Complejo ESPAM                             |
| Club Social y Deportivo 5 de Julio   | Portoviejo            | Estadio Colegio de Ingenieros Civiles (Portoviejo) |
| Club Deportivo Los Canarios          | Puerto López          | Estadio Virgilio Muñoz de Puerto López             |

## Primera fase

### Grupo 1

#### Posiciones
| Pos | Equipo               | Pts | PJ | G | E | P | GF | GC | Dif |
| --- | -------------------- | --- | -- | - | - | - | -- | -- | --- |
| 1.º | Ciudad de Pedernales | 16  | 6  | 5 | 1 | 0 | 20 | 4  | +16 |
| 2.º | Grecia               | 8   | 6  | 2 | 2 | 2 | 8  | 10 | −2  |
| 3.º | Palmeiras            | 4   | 6  | 0 | 4 | 2 | 11 | 16 | −5  |
| 4.º | Colón F. C.          | 4   | 6  | 1 | 1 | 4 | 6  | 15 | −9  |

|  | Clasificado al Cuadrangular final. |

#### Evolución de la clasificación
| Equipo / Jornada     | 01 | 02 | 03 | 04 | 05 | 06 |
| -------------------- | -- | -- | -- | -- | -- | -- |
| Colón F. C.          | 4  | 4  | 4  | 2  | 3  | 4  |
| Grecia               | 2  | 2  | 2  | 3  | 2  | 2  |
| Palmeiras            | 3  | 3  | 3  | 4  | 4  | 3  |
| Ciudad de Pedernales | 1  | 1  | 1  | 1  | 1  | 1  |

#### Resultados
|  | Colón F. C. | 0 - 2 | Ciudad de Pedernales |  | 30 de Septiembre | 26 de abril | 15:00 |
|  | Palmeiras   | 2 - 2 | Grecia               |  | Jorge Buchelli   | 26 de abril | 15:00 |

|  | Grecia               | 1 - 0 | Colón F. C. |  | Los Chonanas     | 3 de mayo | 16:00 |
|  | Ciudad de Pedernales | 5 - 1 | Palmeiras   |  | Maximino Puertas | 4 de mayo | 15:00 |

|  | Colón F. C.          | 3 - 3 | Palmeiras |  | 30 de Septiembre | 10 de mayo | 15:00 |
|  | Ciudad de Pedernales | 2 - 0 | Grecia    |  | Maximino Puertas | 10 de mayo | 16:00 |

|  | Grecia    | 1 - 3 | Ciudad de Pedernales |  | Los Chonanas   | 17 de mayo | 16:00 |
|  | Palmeiras | 1 - 2 | Colón F. C.          |  | Jorge Buchelli | 18 de mayo | 16:00 |

|  | Colón F. C. | 0 - 1 | Grecia               |  | 30 de Septiembre | 24 de mayo | 15:00 |
|  | Palmeiras   | 1 - 1 | Ciudad de Pedernales |  | Jorge Buchelli   | 24 de mayo | 16:00 |

|  | Grecia               | 3 - 3 | Palmeiras   |  | Los Chonanas     | 31 de mayo | 16:00 |
|  | Ciudad de Pedernales | 7 - 1 | Colón F. C. |  | Maximino Puertas | 1 de junio | 16:00 |

### Grupo 2

#### Posiciones
| Pos | Equipo              | Pts | PJ | G | E | P | GF | GC | Dif |
| --- | ------------------- | --- | -- | - | - | - | -- | -- | --- |
| 1.º | Magaly Masson       | 16  | 6  | 5 | 1 | 0 | 17 | 3  | +14 |
| 2.º | Los Canarios        | 10  | 6  | 3 | 1 | 2 | 11 | 13 | −2  |
| 3.º | Cañita Sport        | 4   | 6  | 1 | 1 | 4 | 6  | 12 | −6  |
| 4.º | Atlético Portoviejo | 4   | 6  | 1 | 1 | 4 | 5  | 11 | −6  |

|  | Clasificado al Cuadrangular final. |

#### Evolución de la clasificación
| Equipo / Jornada    | 01 | 02 | 03 | 04 | 05 | 06 |
| ------------------- | -- | -- | -- | -- | -- | -- |
| Atlético Portoviejo | 2  | 2  | 2  | 3  | 3  | 4  |
| Los Canarios        | 4  | 4  | 3  | 2  | 2  | 2  |
| Cañita Sport        | 3  | 3  | 4  | 4  | 4  | 3  |
| Magaly Masson       | 1  | 1  | 1  | 1  | 1  | 1  |

#### Resultados
|  | Atlético Portoviejo | 2 - 0 | Cañita Sport  |  | Rancho Rojo    | 26 de abril | 15:00 |
|  | Los Canarios        | 0 - 2 | Magaly Masson |  | Virgilio Muñoz | 27 de abril | 15:00 |

|  | Magaly Masson | 0 - 0 | Atlético Portoviejo |  | Isauro Cevallos     | 4 de mayo | 15:00 |
|  | Cañita Sport  | 2 - 2 | Los Canarios        |  | Universitario (UTM) | 4 de mayo | 15:00 |

|  | Cañita Sport        | 0 - 2 | Magaly Masson |  | Universitario (UTM) | 10 de mayo | 12:00 |
|  | Atlético Portoviejo | 2 - 3 | Los Canarios  |  | Rancho Rojo         | 10 de mayo | 15:00 |

|  | Magaly Masson | 4 - 1 | Cañita Sport        |  | Isauro Cevallos | 18 de mayo | 15:00 |
|  | Los Canarios  | 2 - 1 | Atlético Portoviejo |  | Virgilio Muñoz  | 18 de mayo | 15:00 |

|  | Los Canarios        | 2 - 0 | Cañita Sport  |  | Virgilio Muñoz | 25 de mayo | 15:30      |
|  | Atlético Portoviejo | 0 - 3 | Magaly Masson |  | Suspendido     | Suspendido | Suspendido |

|  | Magaly Masson | 6 - 2 | Los Canarios        |  | Isauro Cevallos | 1 de junio | 16:00      |
|  | Cañita Sport  | 3 - 0 | Atlético Portoviejo |  | Suspendido      | Suspendido | Suspendido |

### Grupo 3

#### Posiciones
| Pos | Equipo              | Pts | PJ | G | E | P | GF | GC | Dif |
| --- | ------------------- | --- | -- | - | - | - | -- | -- | --- |
| 1.º | Universitario       | 13  | 6  | 4 | 1 | 1 | 10 | 6  | +4  |
| 2.º | 5 de Julio          | 12  | 6  | 4 | 0 | 2 | 20 | 11 | +9  |
| 3.º | Politécnico         | 10  | 6  | 3 | 1 | 2 | 22 | 11 | +11 |
| 4.º | Deportivo del Valle | 0   | 6  | 0 | 0 | 6 | 10 | 34 | −24 |

|  | Clasificado al Cuadrangular final.                    |
|  | Clasificado como mejor segundo al Cuadrangular final. |

#### Evolución de la clasificación
| Equipo / Jornada    | 01 | 02 | 03 | 04 | 05 | 06 |
| ------------------- | -- | -- | -- | -- | -- | -- |
| 5 de Julio          | 1  | 2  | 2  | 3  | 3  | 2  |
| Deportivo del Valle | 4  | 4  | 4  | 4  | 4  | 4  |
| Politécnico         | 3  | 3  | 1  | 1  | 2  | 3  |
| Universitario       | 2  | 1  | 3  | 2  | 1  | 1  |

#### Resultados
|  | Universitario | 1 - 0 | Politécnico         |  | Isauro Cevallos                   | 27 de abril | 15:00 |
|  | 5 de Julio    | 5 - 1 | Deportivo del Valle |  | Colegio Ing. Civiles (Portoviejo) | 27 de abril | 15:00 |

|  | Deportivo del Valle | 2 - 3 | Universitario |  | Colegio Ing. Civiles (Portoviejo) | 3 de mayo | 15:00 |
|  | Politécnico         | 5 - 3 | 5 de Julio    |  | Complejo ESPAM                    | 3 de mayo | 16:00 |

|  | 5 de Julio          | 1 - 0 | Universitario |  | Colegio Ing. Civiles (Portoviejo) | 10 de mayo | 15:00 |
|  | Deportivo del Valle | 2 - 8 | Politécnico   |  | Colegio Ing. Civiles (Portoviejo) | 11 de mayo | 15:00 |

|  | Politécnico   | 7 - 1 | Deportivo del Valle |  | Complejo ESPAM  | 16 de mayo | 16:00 |
|  | Universitario | 2 - 0 | 5 de Julio          |  | Isauro Cevallos | 17 de mayo | 15:30 |

|  | Universitario | 2 - 1 | Deportivo del Valle |  | Isauro Cevallos   | 24 de mayo | 15:30 |
|  | 5 de Julio    | 2 - 0 | Politécnico         |  | Reales Tamarindos | 25 de mayo | 10:00 |

|  | Politécnico         | 2 - 2 | Universitario |  | Complejo ESPAM                    | 1 de junio | 16:00 |
|  | Deportivo del Valle | 3 - 9 | 5 de Julio    |  | Colegio Ing. Civiles (Portoviejo) | 1 de junio | 16:00 |

## Cuadrangular final

### Posiciones
| Pos | Equipo               | Pts | PJ | G | E | P | GF | GC | Dif |
| --- | -------------------- | --- | -- | - | - | - | -- | -- | --- |
| 1.º | Ciudad de Pedernales | 13  | 6  | 4 | 1 | 1 | 11 | 5  | +6  |
| 2.º | 5 de Julio           | 11  | 6  | 3 | 2 | 1 | 8  | 6  | +2  |
| 3.º | Universitario        | 8   | 6  | 2 | 2 | 2 | 10 | 8  | +2  |
| 4.° | Magaly Masson        | 1   | 6  | 0 | 1 | 5 | 5  | 15 | −10 |

|  | Clasificados a los zonales de la Segunda Categoría 2014. |

### Evolución de la clasificación
| Equipo / Jornada     | 01 | 02 | 03 | 04 | 05 | 06 |
| -------------------- | -- | -- | -- | -- | -- | -- |
| Ciudad de Pedernales | 1  | 1  | 1  | 1  | 1  | 1  |
| Magaly Masson        | 3  | 4  | 4  | 4  | 4  | 4  |
| Universitario        | 4  | 2  | 2  | 2  | 2  | 3  |
| 5 de Julio           | 2  | 3  | 3  | 3  | 3  | 2  |

### Resultados
|  | Universitario | 1 - 2 | Ciudad de Pedernales |  | Isauro Cevallos   | 14 de junio | 16:00 |
|  | 5 de Julio    | 2 - 1 | Magaly Masson        |  | Reales Tamarindos | 15 de junio | 09:00 |

|  | Magaly Masson        | 0 - 4 | Universitario |  | Isauro Cevallos  | 22 de junio | 15:30 |
|  | Ciudad de Pedernales | 3 - 1 | 5 de Julio    |  | Maximino Puertas | 22 de junio | 16:00 |

|  | 5 de Julio           | 1 - 1 | Universitario |  | Reales Tamarindos | 29 de junio | 10:00 |
|  | Ciudad de Pedernales | 1 - 1 | Magaly Masson |  | Maximino Puertas  | 29 de junio | 16:00 |

|  | Universitario | 1 - 1 | 5 de Julio           |  | Isauro Cevallos | 5 de julio | 15:30 |
|  | Magaly Masson | 1 - 3 | Ciudad de Pedernales |  | Isauro Cevallos | 6 de julio | 15:30 |

|  | 5 de Julio    | 1 - 0 | Ciudad de Pedernales |  | Reales Tamarindos | 12 de julio | 15:30 |
|  | Universitario | 3 - 2 | Magaly Masson        |  | Isauro Cevallos   | 12 de julio | 15:30 |

|  | Magaly Masson        | 0 - 2 | 5 de Julio    |  | Isauro Cevallos  | 20 de julio | 16:00 |
|  | Ciudad de Pedernales | 2 - 0 | Universitario |  | Maximino Puertas | 20 de julio | 16:00 |

### Campeón
| Club Deportivo Ciudad de Pedernales 3.er título Clasifica a los zonales de la Segunda Categoría 2014. |
| También clasifica Club Social y Deportivo 5 de Julio como subcampeón.                                 |